# Покумтак
Покумтаци, Покомтаци, Индијанци Дирфилда или Дирфилд Индијанци су алгонквински народ, који је пре контакта са Енглезима насељавао западне делове Масачусетса.

## Насеља
Покумтаци су насељавали област чије средиште се налазило око ушћа реке Дирфилд у реку Конектикат у данашњем округу Френклин. Покумтачка земља је обухватала и велике делове данашњих округа Хампден и Хемпшир, као и области у данашњем северном Конектикату и јужном Вермонту. 
Главно насеље било им је село које се такође звало Покумтак, у близини данашњег Дирфилда.

## Језик
Њихов, данас изумрли језик, део је алгонквинске породице језика, вероватно најближе сродан вампингерском и мохиканском језику, који су били у употреби у долини реке Хадсон.

## Етнографија
Мало се зна о народу Покумтак, али верује се да су они вероватно водили начин живота сличан суседним народима у Новој Енглеској. Њихов начин живота је био полуномадски, били су ловци-сакупљачи, који су ловили дивљач у шумама Нове Енглеске и ловили рибу у реци Конектикат, али су се бавили и узгојем пољопривредних култура као што су кукуруз, пасуљ и тиквице.

## Историја
Покумтаци су десетковани епидемијама малих богиња након контакта са Енглезима. Они нису имали природни имунитет на нову болест због чега је стопа смртности била огромна. Поред тога, имали су велике губитке у људству због учешћа у ратовима које су између себе водили Холанђани, Енглези и Французи и њихови Индијански савезници.
Покумтаци су првобитно били савезници Нарагансета и матабесетског племена Танксиза, са којима су ратовали против пеквотског, а касније мохиганског поглавице Ункаса. Касније су били део савеза староседелачких народа Нове Енглеске под вођством Вампанога, који је ратовао против Енглеза у Рату краља Филипа.
На крају рата, многи Покумтаци, Нипмаци и припадници других староседелачких народа побегли су у село Шагтикок, на реци Хадсон. Остали су тамо до 1754. године и избијања Француског и индијанског рата (1754-1763), када се већина придружила Абенацима у селу Сен Франсоа ду Лак (аб. Оданак) у Квебеку, или се преселила даље на запад. Мале групе су остале у Масачусетсу све до 19. века, али већина је побегла на север или је изгубила свој народни идентитет и стопила се са суседним народима путем мешовитих бракова. Многи данашњи Абенаки из Њу Хемпшира, Вермонта и Канаде су делимично покумтачког порекла.
Један од најпознатијих Покумтака је био поглавица Ваванотеват (1670–1750), познатији као Греј Лок. Он је чувени ратник, који је предводио Абенаке у походима на Масачусетс након што је већина његових саплеменика напустила ову државу. Маунт Грејлок у Беркширима је названа по њему.

## Села која се доводе у везу са Покумтацима
- Агавом - данашњи Метро Сент`р, централни део града Спрингфилда. Суседни, данашњи град Агавом је назван по овом селу (које се понекад везује за Нипмаке)
- Мајавог - данашњи Сафилд
- Намерок - данашњи Енфилд
- Нонотак - данашњи Нортхемптон / Истхемптон
- Норвотак - данашњи Хедли
- Пачасок - данашњи Вестфилд / Вест Спрингфилд
- Пескомпскат - данашњи Т`рн`рс Фолс
- Покумтак - данашњи Дирфилд
- Скитико - данашњи Енфилд
- Сквокег - данашњи Нортфилд (главни град Сокока)
- Вороноко или Варанок - данашњи Расел, раније Вестфилд[6][7]

## У популарној култури
Покумтаци су поменути у новели „Данички ужас” (енгл. The Dunwich Horror) Хауарда Филипса Лавкрафта као градитељи камених кругова у брдима око измишљеног села Данича.